# Szkoła Wyższa im. Pawła Włodkowica w Płocku
Szkoła Wyższa im. Pawła Włodkowica w Płocku – uczelnia niepubliczna z siedzibą w Płocku.

## Historia
Uczelnia została założona przez spółkę Zespół Oświatowo–Konsultacyjny „Profesor” Sp. z o.o. w Płocku założoną w 1991. W 1992 ZOK „Profesor” wystąpił do Ministerstwa Edukacji Narodowej z wnioskiem o powołanie Prywatnej Wyższej Szkoły Zarządzania i Bankowości w Płocku z kierunkiem zarządzanie i marketing. Minister wydał zezwolenie 13 listopada 1992, wpisując uczelnię do rejestru pod numerem 13.
W roku akademickim 1992/1993 studia zainaugurowało stu studentów. W sierpniu 1993 powstał kierunek administracja. W rok 1993/1994 uczelnia weszła z 580 studentami (na obu kierunkach trzyletni licencjat dzienny i zaoczny). W grudniu 1994 otwarto kierunek pedagogika (zaczął funkcjonować w lutym 1995) i szkołą osiągnęła wówczas poziom tysiąca studentów.
20 marca 1995 Minister Edukacji Narodowej na wniosek władz uczelni nadał jej nową nazwę, która przyjęła obecne brzmienie, a jej patronem został Paweł Włodkowic. Jako pierwsza uczelnia w Polsce otrzymała w 2001 roku międzynarodowy certyfikat jakości ISO 9001. Uczelnia posiada filie w Iławie i w Wyszkowie.

## Władze uczelni
- Rektor – dr hab. inż. Zbigniew Kruszewski, prof. SWPW
- Prorektor ds. ogólnych – dr Daniel Korzan
- Prorektor ds. dydaktyki – dr inż. Robert Żak
- Prorektor ds. Filii – dr Henryk Goryszewski

## Edukacja
Obecnie uczelnia daje możliwość podjęcia nauki na dziesięciu kierunkach, na studiach pierwszego, jak i drugiego stopnia, prowadzonych w Płocku i w dwóch filiach: Iławie i Wyszkowie.
Studia I stopnia – licencjackie i inżynierskie:
- administracja – również w Iławie i Wyszkowie
- bezpieczeństwo i higiena pracy
- bezpieczeństwo narodowe
- informatyka
- pedagogika – również w Iławie i Wyszkowie
- pielęgniarstwo – tylko w Wyszkowie
- praca socjalna
- wychowanie fizyczne
- zarządzanie – również w Wyszkowie.

Studia II stopnia – uzupełniające magisterskie:
- administracja
- pedagogika
- zarządzanie.

Dodatkowo studenci mają możliwość podjęcia studiów podyplomowych dwusemestralnych (m.in. z bezpieczeństwa i higieny pracy, doradztwa zawodowego, historii, pedagogiki, administracji, rachunkowości i zarządzania) oraz kursów instruktorskich i językowych.

## Baza lokalowa
Szkoła Wyższa im. Pawła Włodkowica w Płocku to zwarty kompleks budynków, który położony jest przy alei Jana Kilińskiego 12 w centrum miasta, po byłej jednostce wojskowej. Baza lokalowa uczelni to 30 541 m².
W skład kompleksu wchodzą:
- Budynek A – o powierzchni 3160 m², w którym znajduje się: Sala Senatu Uczelni, Rektorat, Biuro Kanclerza, Dziekanat, Sekretariaty Wydziałów, Kwestura, Biuro Karier Zawodowych, Regionalne Centrum Informacji Europejskiej, Regionalny Ośrodek Europejskiego Funduszu Społecznego, Punkt Informacji Europe Direct, Biuro Promocji, Redakcja Gazety SWPW, Sekretariat Wydziałowej Komisji Rekrutacyjnej, Sekretariat Instytutu Kształcenia Podyplomowego, siedziby Katedr, sale ćwiczeniowe, sale seminaryjne, sale komputerowe, laboratoria, pomieszczenia biurowe.

- Budynek B – o powierzchni 912 m², w którym znajduje się: II Prywatna Szkoła Podstawowa Zespołu Oświatowo-Konsultacyjnego „Profesor” w Płocku, biuro Parlamentu Studentów, biura Samorządów Wydziałowych, biuro Polskiego Czerwonego Krzyża, biuro Akademickiego Koła Studentów i Absolwentów, Redakcja gazety studenckiej Per Contra.

- Budynek C – o powierzchni 1120 m², gdzie znajdują się: dwie aule, sale wykładowe, księgarnia akademicka.

- Budynek D – o łącznej powierzchni 897 m², gdzie znajduje się: biblioteka uczelni z czytelnią, wypożyczalnia oraz stanowiska komputerowe z dostępem do Internetu.

- Budynek E – o łącznej powierzchni 1696 m², gdzie znajduje się: Sekretariat Wydziału Pedagogicznego, siedziby Katedr, Sekretariat Instytut Bezpieczeństwa Narodowego, aule, sale wykładowe, sale ćwiczeniowe i seminaryjne, pracownia psychologiczna.

- Budynek F – o łącznej powierzchni 1680 m², w którym mieści się: I Niepubliczne Gimnazjum Z.O.K „Profesor” w Płocku, Prywatne Liceum Ogólnokształcące Z.O.K „Profesor” w Płocku, Policealne Studium Zawodowe dla Dorosłych Z.O.K „Profesor” w Płocku, Niepubliczne Kolegium Pracowników Służb Społecznych Z.O.K „Profesor” w Płocku, aula, sale wykładowe, sale ćwiczeniowe i seminaryjne oraz pracownie komputerowe.

- Budynek G – o łącznej powierzchni 1320 m², w którym mieszczą się: aula, sale wykładowe, siedziba Studium Języków Obcych, językowe laboratoria audiowizualne, siedziba Kameralnego Chóru Akademickiego SWPW oraz archiwum uczelni.

- Budynek H (Centrum Sportowo-Rekreacyjne) – o powierzchni 3356 m², w którego skład wchodzi: Sekretariat Wydziału Wychowania Fizycznego, hala sportowa, sale gimnastyczne, siłownia, boisko do tenisa ziemnego, dwie sauny, gabinet kosmetyczny, solarium, hotel pracowniczy, siedziba Zespołu Tanecznego SWPW „Impresja”. Budynek jest w całości przystosowany dla osób niepełnosprawnych.

- Budynek I – hotel pracowniczy.

- Akademik – od października 2004 roku Uczelnia posiada własny obiekt noclegowy dla studentów. Znajdują się w nim jedno-, dwu- i trzyosobowe pokoje dla 180 osób.

Szkoła Wyższa im. Pawła Włodkowica posiada dwa budynki w filiach w Iławie i Wyszkowie.
Budynek filii w Iławie usytuowany jest przy ulicy Tadeusza Kościuszki 18. Łączna powierzchnia budynku wynosi 2947 m², w którym znajdują się aule, sale wykładowe, sale ćwiczeniowe i seminaryjne, pracownie komputerowe.
Filia w Wyszkowie mieści się przy ulicy Geodetów 45a. Powierzchnia budynku wynosi 2911,5 m², gdzie mieszczą się aule, sale wykładowe i ćwiczeniowe, pracownie komputerowe.

## Studenci
Szkoła Wyższa im. Pawła Włodkowica prowadzi studia w systemie stacjonarnym i niestacjonarnym. W roku akademickim 2006/2007 studenci studiów niestacjonarnych stanowili ogółem 91,3% studiujących, natomiast pozostałe 8,3% to studenci stacjonarni. Osoby studiujące mają od dziewiętnastu do czterdziestu kilku lat. Studenci studiów stacjonarnych mają możliwość zamieszkania w Akademiku Studenckim. Powodem wyboru studiów niestacjonarnych jest możliwość łączenia pracy zarobkowej ze studiami. Najliczniejszym wydziałem na uczelni jest Wydział Pedagogiczny.
Studenci SWPW pochodzą z Płocka oraz regionu, jak również z ościennych województw. W ciągu 13 lat jej funkcjonowania ukończyło ją 20 448 absolwentów, w tym 12 404 z tytułem licencjata, 6865 z tytułem magistra oraz 1179 z tytułem inżyniera.
W dniu 20 kwietnia 1993 roku zostały utworzone pierwsze w historii struktury samorządu studenckiego. Rok później w dniach 25 i 26 marca odbywają się pierwsze wybory do Samorządu Studenckiego.
W dniu 19 grudnia 2007 roku Rada Delegatów Samorządu Studenckiego SWPW podjęła uchwałę zmiany dotychczasowej nazwy na Parlament Studentów SWPW. To również poniosło za sobą uchwalenie nowej Ordynacji Wyborczej Parlamentu Studentów, Regulaminu Parlamentu Studentów oraz Regulaminu Sądu Koleżeńskiego Parlamentu Studentów. Nowe regulacje powołały 5 studentów do senatu uczelni, 6 studentów do komisji dyscyplinarnych, oraz co najważniejsze powołały samorządy wydziałowe. Przedstawiciele Parlamentu Studentów SWPW uczestniczą w pracach Parlamentu Studentów RP. Od grudnia 1997 roku jest wydawane pismo studenckie PER CONTRA. Parlament jest organizatorem imprez studenckich, Płockich Juwenalii, akcji charytatywnych, konferencji studenckich oraz wycieczek.
Oprócz Parlamentu na uczelni działają również inne organizacje studenckie, takie jak: Kameralny Chór Akademicki, Akademickie Koła Polskiego Czerwonego Krzyża, Akademickie Koła Studentów i Absolwentów.
Działania podejmowane przez organizacje studenckie uczelni mają, charakter ogólnodostępny. Mogą w nim uczestniczyć mieszkańcy Płocka oraz studenci innych płockich uczelni.